# Валя-Русулуй
Валя-Русулуй (рум. Valea Rusului) — село в Фалештском районе Молдавии. Наряду с сёлами Прутены, Старые Кузмены и Дружинены входит в состав коммуны Прутены.

## География
Село расположено на высоте 66 метров над уровнем моря.

## Население
По данным переписи населения 2004 года, в селе Валя-Русулуй проживает 689 человек (346 мужчин, 343 женщины).
Этнический состав села:
| Национальность | Число жителей | Процентный состав |
| -------------- | ------------- | ----------------- |
| молдаване      | 685           | 99.42             |
| украинцы       | 3             | 0.44              |
| прочие         | 1             | 0.15              |
| Всего          | 689           | 100 %             |